# تعارف (فارسية)
التعارف في الفارسية عبارة عن الاحترام المتبادل والتركيز على الرتبة الاجتماعية الذي يتضمن مجموعة من السلوكيات في المجتمع مثل فتح الرجل الباب للمرأة والوقوف أمام الباب قبل دخول الآخرين.
ومن الأمثلة الأخرى على هذا التعارف التفاوض على المرتبات والأجور بين العامل وصاحب العمل.